# Viola dalatensis
Viola dalatensis är en violväxtart som beskrevs av François Gagnepain. Viola dalatensis ingår i släktet violer, och familjen violväxter. Inga underarter finns listade i Catalogue of Life.